# Сејшели на Светском првенству у атлетици на отвореном 2019.
Сејшели су учествовали на 17. Светском првенству у атлетици на отвореном 2019. одржаном у Дохи од 27. септембра до 6. октобра седамнаести пут, односно учествовали су на свим првенствима до данас. Репрезентацију Сејшела представљао 1 атлетичар који се такмичио у трци на 400 метара са препонама.,
На овом првенству Сејшели нису освојили ниједну медаљу, нити је остварен неки резултат.

## Учесници
Мушкарци:
- Нед Јустин Аземиа — 400 м препоне

## Резултати

### Мушкарце
| Атлетичар         | Дисциплина    | Лични рекорд | Квалификације | Квалификације | Полуфинале           | Полуфинале           | Финале               | Финале       | Детаљи |
| Атлетичар         | Дисциплина    | Лични рекорд | Резултат      | Место         | Резултат             | Место                | Резултат             | Место        | Детаљи |
| ----------------- | ------------- | ------------ | ------------- | ------------- | -------------------- | -------------------- | -------------------- | ------------ | ------ |
| Нед Јустин Аземиа | 400 м препоне | 49,82 НР     | 52,58         | 7. у гр. 2    | Није се квалификовао | Није се квалификовао | Није се квалификовао | 36 / 38 (39) |        |